# Paul Beresford
Alexander Paul Beresford, född 6 april 1946 i Levin i Nya Zeeland, är en brittisk-nyzeeländsk konservativ politiker. Han var 1992–1997 ledamot av underhuset för Croydon Central och är sedan 1997 ledamot för Mole Valley.